# ایوت ۱۳۴۰
سیارک ۱۳۴۰ (به انگلیسی: 1340 Yvette، نامگذاری:1934YA) هزار و سیصد و چهلمین سیارک کشف شده‌است که در ۲۷ دسامبر ۱۹۳۴ و در الجزیره کشف شد.
قدر مطلق سیارک برابر ۱۱٫۱۰ است.